# بريسيل إمبامبا
بريسيل إمبامبا (بالفرنسية: Parisel Mpemba)‏ مواليد 1 ديسمبر 1978، هي لاعبة كرة يد كونغولية تلعب كمحور. مثلت منتخب جمهورية الكونغو الديمقراطية لكرة اليد للسيدات. شاركت في كأس العالم سنة 2013 التي أقيمت في صربيا.